# Türkmenisztán zászlaja
Türkmenisztán lobogójának van a legbonyolultabb, legkifinomultabb rajza a világ nemzeti lobogói között; az egyik legérdekesebb zászló is egyben. A zöld mező a fehér félholddal és a csillagokkal egyértelműen az iszlámot jelképezi. A félhold és a csillagok a fényes jövőbe vetett bizalomra utalnak, a fehér szín a nyugalmat, a tisztaságot, a jószívűséget jelöli. Az öt csillag az ország öt területi egységét szimbolizálja (Ahal, Balkan, Dashovuj, Lebap, Mari). Egyúttal az öt érzékre is utalnak. A csillagok öt ága az anyag ötféle állapotát is idézi (szilárd, folyékony, légnemű, kristály, plazma).
A rúdrész bal oldalán futó függőleges sávot a türkmén szőnyegek öt legfőbb gulja díszíti. A gulok szimmetrikus "medalionok", amelyek egyes esetekben váltakozó színű negyedekre oszlanak. A legfontosabb gulok sorokba vagy kockás mintába rendezve ismétlődnek a szőnyegek középső részén, és kisebb gulok a szegély mentén is megjelennek. Türkmenisztán nemzeti identitását jelzik a zászlón, hiszen ezen a vidéken a szőnyeg a tradicionális életforma elengedhetetlen kelléke volt (a földre terítették, bútort, zsákot és táskát készítettek belőle, valamint a teve – és lószerszámot díszítették vele).
1995-ben Türkmenisztán elnöke semleges államnak nyilvánította országát, amit az ENSZ Közgyűlése 1995. december 12-én egyhangúlag elfogadott. Ennek emlékére az ENSZ-zászlón látható olajágakhoz hasonló két keresztbe tett olajágat helyeztek el a gulok alatt. Az új törvény kimondja: "Türkmenisztán állami zászlaja a nemzet egységét és függetlenségét, valamint az állam semlegességét testesíti meg."